# Thüringer Orgelmuseum
Het Thüringer Orgelmuseum was een museum in Bechstedtstraß in de Duitse deelstaat Thüringen. Het was hier gevestigd van 1988 tot 2009.
Een deel van de collectie bestond uit de nalatenschap van de orgelbouwer Gerhard Kirchner uit Weimar. Deze bestond uit een groot aantal historische orgels, onderdelen en gereedschappen. Het museum had een beperkte oppervlakte waardoor een groot deel van de collectie was opgeslagen. In het museum werden wetenschappelijke evenementen en concerten gehouden. Na de sluiting is een deel van de collectie overgenomen door het Orgelbaumuseum in Klosterhäseler.